# Джеймс Дін (порноактор)
Джеймс Дін (англ. James Deen), справжнє ім'я Бра́ян Ме́тью Севі́лья (англ. Bryan Matthew Sevilla; 7 лютого, 1986, Пасадіна, Каліфорнія, США) — американський порноактор та режисер порнофільмів. Лауреат премії AVN Awards 2009 у номінації «Найкращий виконавець року». На даний момент є наймолодшою людиною, яка виграла цей титул.

## Біографія та кар'єра
Прийшов у порноіндустрію 2004 року у віці 18 років. Паралельно із цим навчався на економіста-менеджера спеціальності «економіка». Підробляв двірником, продавцем у магазині шведської компанії IKEA, учасником масовок американських шоу. На 2019 рік знявся у 3478 порнофільмах та зрежисував 392 порнострічки.
28 листопада 2015 року колишня дівчина Діна, Стоя, заявила у своєму Твіттері, що він її зґвалтував. Потім була ціла низка звинувачень у зґвалтуваннях і побоях від колишніх подруг Джеймса і порноакторок. У тому числі Торі Люкс (Tori Lux) стверджувала, що Дін напав на неї і кілька разів ударив по обличчю. Ешлі Фаєрс заявила, що Дін напав на неї у ванній в офісі компанії Kink.com. Лілі Лабо в інтерв'ю Vocativ розповіла, що під час зйомок BDSM-порно Дін так сильно вдарив її, що це призвело до блокування щелепи і перейшов багато інших кордонів. 2 грудня 2015 року Ембер Рейн заявила в інтерв'ю виданню The Daily Beast, що також зазнала агресії з боку Діна. Також зі звинуваченнями виступили Кора Петерс (Kora Peters), Джоанна Ейнджел, Нікі Блу (Nicki Blue), Холлі Джі (Holly Jee) та дівчина, яка побажала залишитися інкогніто, яка називає себе ТМ.
Джеймс заперечував усі звинувачення. У результаті кампанії, що розгорнулася у ЗМІ (про Діна писали The Washington Post, The Daily Mail та інші великі видання), з Діном припинили співпрацю такі великі студії, як Evil Angel, HardX.com та Kink, а жіночий журнал Frisky оголосив, що більше не публікуватиме колонку сексуальних порад Діна.

## Нагороди
- 2008 — XRCO Award — Unsung Swordsman
- 2008 — XRCO Award — Best On-Screen Chemistry (разом із Джоанною Ейнджел)
- 2009 — AVN Awards — найкращий виконавець року
- 2009 — XBIZ Award — найкращий виконавець року
- 2010 — XBIZ Award — найкращий виконавець року

### Номінації (вибірково)
- 2010 — AVN Awards — найкраща сцена подвійного проникнення — Hot N' Sexy (разом із Sascha та Маккензі Пірс)[17]